# TV-avgift
En TV-avgift, i Sverige TV-licens fram till 1967, är en obligatorisk avgift på innehav av lagstadgade TV-mottagare och/eller finansiering av allmännyttig radio och television. I många länder, framförallt i Europa, men även i Afrika och Asien, används TV-avgifter som ett sätt att helt eller delvis finansiera kostnaderna för allmännyttig radio och television.

## Bakgrund
TV-avgiften föregicks i många länder av en avgift för radiomottagare. Där det förekommer allmänradio finansieras dessa oftast med medel som hämtats ur avgiften för TV-innehav.

## TV-avgiftens storlek

### Europa
Många europeiska länder har liknande system.
Avgiften (från april 2006 om inget annat anges):
- Albanien: 6,30 €/år, medlen finansierar RTSh.
- Danmark: 2.436,00 DKK (326 €/år) för innehav av färg-TV, eller dator med internet, PDA, 3G-telefon, TV-spel och liknande. Negativ anmälan kan komma att införas.[1]
- Finland: TV-avgiften dras av direkt från skatten, som en s.k. "YLE-skatt". Skatten är progressiv, dvs. beror på skattebetalarens årsinkomster, och uppbärs för inkomster större än 7500 €/år. Avgiften ligger på mellan 51€ och 143€. Alla myndiga personer är skyldiga att betala denna skatt, oberoende av om de äger en TV eller använder Yles tjänster.
- Frankrike: 116 €/år (74 €/år i de utomeuropeiska departementen). Medlen finansierar France 2, France 3, France 5 och Arte (RFO i de utomeuropeiska departementen).
- Irland: 155 €/år (gratis för alla 70 år och äldre och för vissa 66 år och äldre). Medlen finansierar RTÉ.
- Italien: 100 €/år. Medlen finansierar RAI.
- Kroatien: 100 €/år för radio- eller TV-innehav.
- Norge: Betalas från och med 2020 via skatten.
- Schweiz: 450,35 CHF (292 €)/år.
- Storbritannien: 131,50 GBP (146 €)/år för färg-TV och 44 GBP (50 €)/år för monokrom TV (rabatter ges till de som är äldre. Medlen finansierar indirekt BBC och S4C.
- Sverige: Betalas från och med 2019 via skatten av myndiga personer med förvärvsinkomst. Maximalt cirka 1 300 SEK per person och år (uppgift från 2019) oavsett TV-innehav. Tidigare betalade hushåll 2 216 SEK (236 €)/år för TV-innehav enligt 2015 års prislista. Medlen finansierar indirekt SVT, SR och UR.[2]
- Tyskland: 204 €/år för radio- och TV-innehav eller 66 €/år för endast radioinnehav.
- Österrike: TV-avgift 206–243 €/år och radio-avgift 60–73 €/år (varierar i de olika förbundsländerna).

På södra Cypern och i Grekland utgör TV-avgiften en del av elräkningen och betalas i proportion mot fastighetens areal. Avgifterna finansierar sändningarna för CyBC på södra Cypern och ERT i Grekland. I Irland, Israel, Italien och Kroatien utgör TV-avgiften den huvudsakliga inkomstkällan för RTÉ, RAI, IBA respektive HRT, som också sänder reklam för att finansiera sina sändningar. I Tyskland tas det från och med år 2007 ut en avgift för varje Internetuppkoppling. I Nordcypern är de statliga bolaget Bayrak helt finansierad genom statliga medel.
I följande europeiska länder tas ingen TV-avgift ut: Bulgarien, Estland, Lettland, Liechtenstein, Litauen, Luxemburg, Malta, Nederländerna, Nordmakedonien, Polen, Rumänien, Ryssland, Slovakien, Slovenien, Spanien, Turkiet och Ungern.

### Nordamerika
- I USA finansieras den reklamfria TV-kanalen PBS och reklamfria radiokanalen National Public Radio av frivilliga bidrag från allmänheten och i väldigt liten skala även skattemedel. Bakgrunden till det är att marknaden för etermedier relativt snabbt dominerades av privata företag och att regeringen där valde att reglera den växande privata marknaden.
- I Kanada finansieras public service-kanalerna som CBC helt av skattemedel. Anledningen till det är att de kanadensare som är bosatta nära den amerikanska gränsen kan se på amerikansk TV, och skulle således ha ett större intresse av att äga en TV-apparat än de som endast kan se på kanadensisk TV. För att utjämna den skillnaden finansieras den statliga televisionen enbart av den statliga skatten.

### Asien
- I Japan tas en avgift ut om TV-mottagaren använder marksänd television och en annan (högre) avgift ut för de mottagare som kan ta emot satellitsändningar. Däremot får de som är bosatta i områden som endast kan ta emot satellit-TV, de som endast har svartvita TV-apparater och de som bor på Okinawa betala lägre TV-avgifter. Medlen finansierar NHK.
- I Singapore tas en avgift ut per TV-mottagare och en annan (lägre) per radiomottagare.
- I Taiwan finansieras PTST:s sändningar av skattemedel.
- I Kina är den statliga rikssändaren CCTV reklamfinansierad, liksom alla lokal-TV-bolag som även de är statliga.

### Afrika
- I Sydafrika tas en TV-avgift ut. De som tillhör vissa sociala kategorier betalar en lägre avgift.

### Oceanien
- I Australien infördes radiolicensavgifter år 1920, vilket användes för att finansiera det statliga bolaget ABC:s sändningar efter 1932. 1974 avskaffades licensavgifterna och ABC:s sändningar har efter det bekostats genom statliga medel och försäljning av TV-relaterade produkter (merchandise) och utlandsförsäljning av program.
- I Nya Zeeland infördes en TV-licens 1960 för att finansiera NZBC, men eftersom ett tak sattes för licensavgiften under 1970-talet började de två statliga TV-kanalerna att sända allt mer reklam. 1999 avskaffades TV-licensen, delvis på grund av att kostnaderna för att administrera systemet inte stod i proportion till de inkomster det genererade.